# Ofelte
Ofelte  è una figura maschile della mitologia classica.

## Il mito
Di Ofelte si parla nel nono libro dell'Eneide, ma egli non compare in carne ed ossa, in quanto risulta già morto: viene citato come padre di Eurialo, il giovinetto troiano compagno di Enea e amico intimo di Niso. Ofelte aveva combattuto nella guerra di Troia contro gli achei invasori, morendo durante il decennale assedio, tuttavia il testo non rivela le circostanze del decesso: si può pensare che sia caduto in battaglia, ma neppure escludere che sia venuto a mancare per altre cause. Era stato comunque un eroe valoroso e allo stesso tempo padre molto presente, nonostante i continui doveri di difensore della città: memore di tutto questo, Eurialo durante la guerra contro gli italici matura la decisione di seguire Niso nella difficile impresa di raggiungere Enea allontanatosi dalla cittadella troiana in cerca di alleati.